# 阿纳托尔·德蒙齐
阿纳托尔·德蒙齐（法語：Anatole de Monzie，1876年11月22日—1947年1月11日），是法兰西第三共和国时期的左翼政治家、作家。他曾于1938年8月至1940年6月期间担任雷诺战时内阁的公共工程部长，后由于主张与德国议和而辞职。